# 길거리

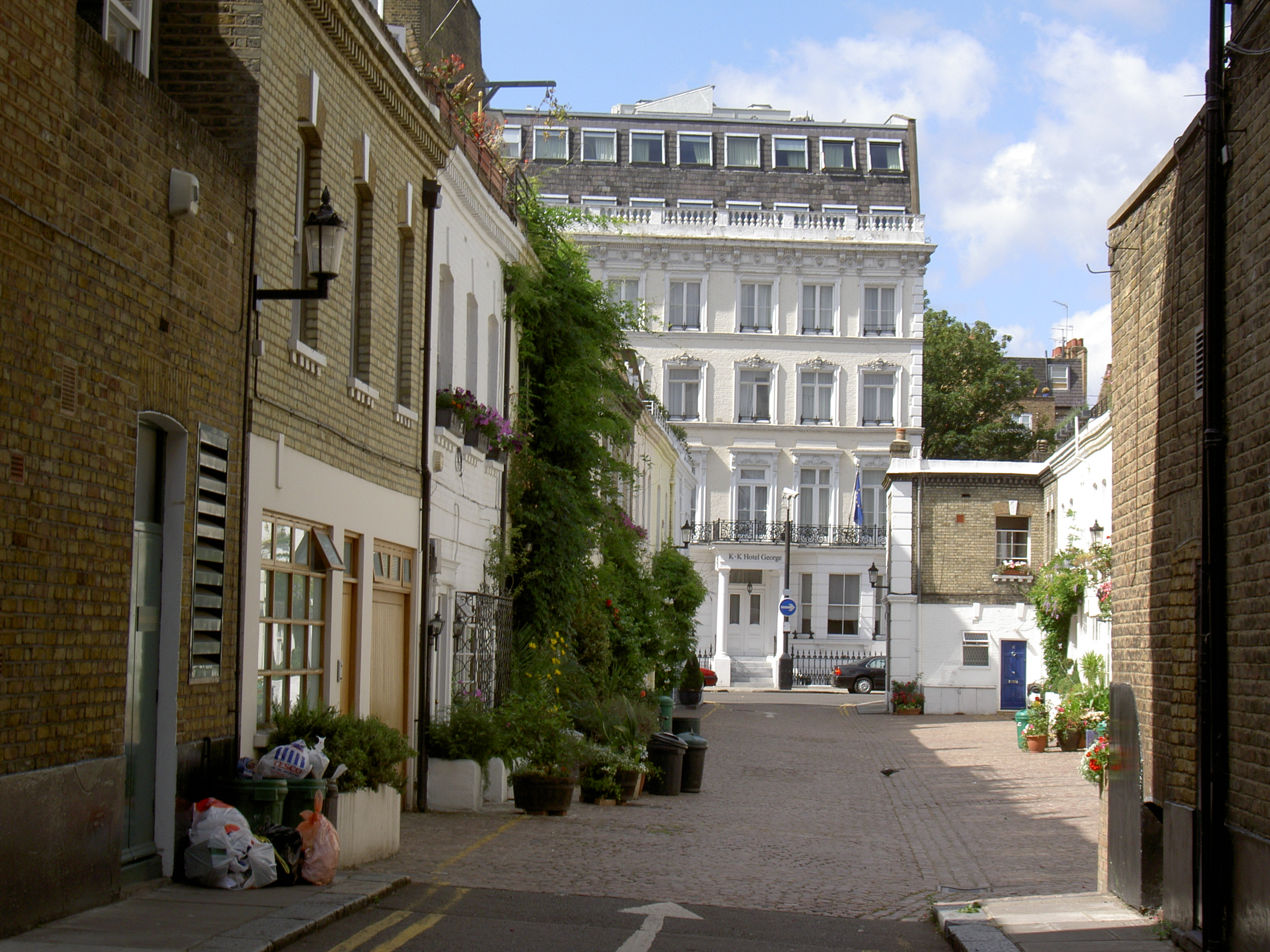
런던 켄싱턴과 첼시 왕립 자치구의 서비스 거리 ("뮤즈"). 뮤즈는 일반적으로 더 우아한 거리가 있는 오래된 연립 주택들의 뒤쪽에서 발견된다.

길거리, 거리, 스트리트(street)는 통행자를 위해 지어진 공공의 길이다. 사람이나 자동차 등이 많이 통행하며 건물이나 다른 길과 많이 연결되어 있는 길을 가리키는 것이 일반적이다. 또한 골목길도 길거리의 일부를 표현한다.

## 거리의 역할
거리는 누구나 평등하게 이용할 수 있는 공공장소다. 인간의 주거만큼이나 오래된 건축 환경의 구성 요소로, 문명에 필수적인 다양한 활동이 이루어지는 곳이다.
거리는 크게 간선도로와 이면도로로 나뉜다.

## 같이 보기
- 골목
- 교차로
- 슈프로이어호프 거리
- 도로
- 노면전차